# NGC 7475
NGC 7475 est une paire de galaxies elliptiques relativement éloignée, située dans la constellation de Pégase. La vitesse de la paire par rapport au fond diffus cosmologique est de 10 821 ± 43 km/s, ce qui correspond à une distance de Hubble de 159,6 ± 11,2 Mpc (∼521 millions d'al). NGC 7475 a été découverte par l'astronome allemand Albert Marth en 1864. Cependant, puisque Marth ne mentionne pas la duplicité de NGC 7475, il est fort probable qu'il a seulement observé la galaxie la plus brillante de la paire, soit PGC 70383. 
- Notes : Lorsqu'il y a deux valeurs, l'une précédée de &  dans un même paramètre dans l'encadré ci-contre à droite, la première de celles-ci concerne la galaxie PGC 70383.

## Identification des galaxies
La désignation des galaxies, tout un bordel,.
L'image dans l'encadré ci-contre à droite montre la paire de galaxies selon le professeur Seligman et Wolfgang Steinicke. La paire est constituée de PGC 70383 au sud-ouest et de PGC 70382 au nord-est. Notons que toutes les sources consultées situent ces deux galaxies à la même position, mais il y a des différences importantes entre les interprétations de la position de NGC 7475. Ci-dessous, ces quatre images montrent ces différences :

Identifications de NGC 7475 selon les sources consultées
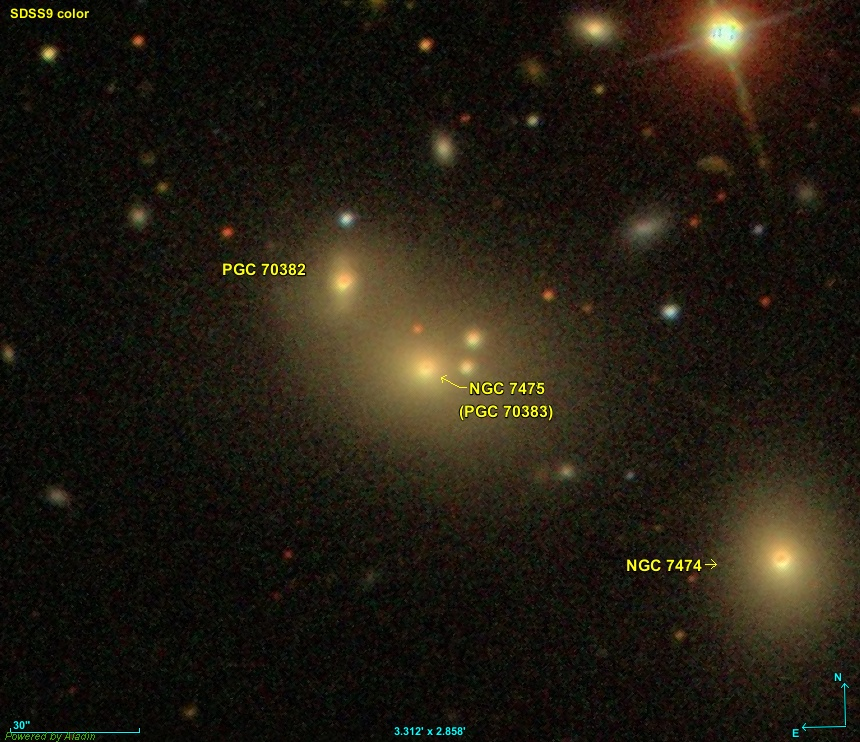
(1) NGC 7475 selon la base de données HyperLeda.
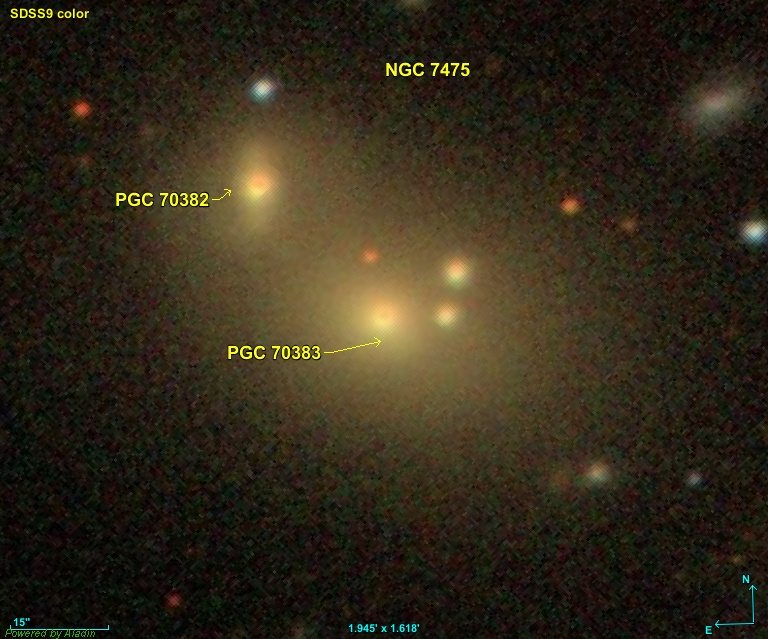
(2) NGC 7475 selon la base de données Simbad.
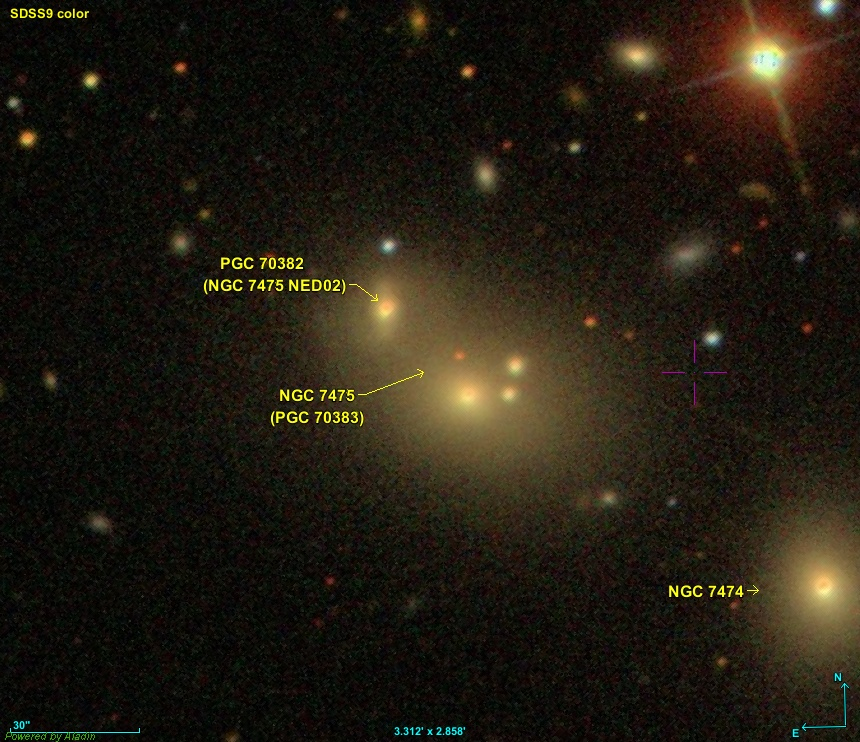
(3) NGC 7475 selon la base de données NASA/IPAC.
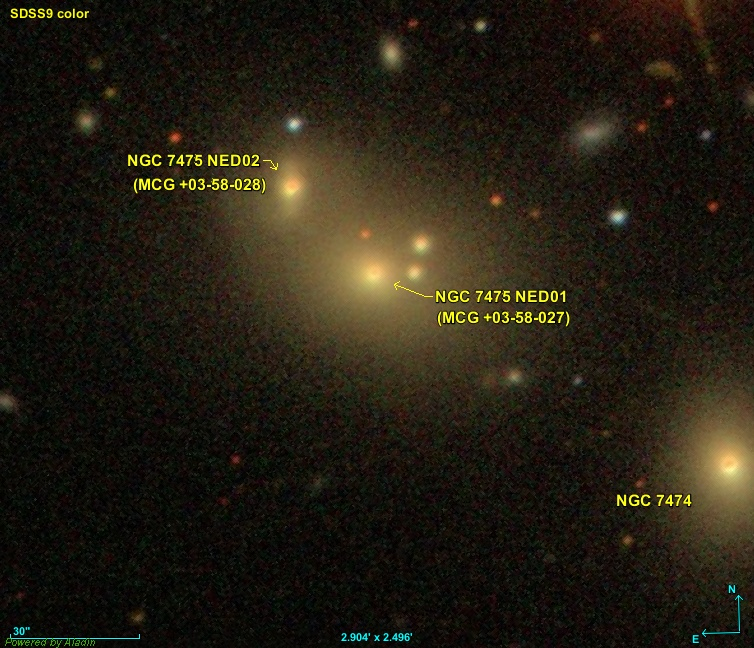
La confusion presque totale !

Selon la base de données HyperLeda (1), NGC 7475 est désignée comme étant PGC 70383. La base de données désigne l'autre galaxie comme étant PGC 70383 (UGC 12337 ou MCG 3-58-28).
La base de données Simbad (2) utilise une identification proche de celle de la base de données HyperLeda pour les deux galaxies, mais à la différence que, sur son site en ligne, les lettres PGC (qui sont un sigle) sont remplacés par LEDA. De plus, Simbad désigne PGC 70383 (LEDA 70383) comme étant NGC 7475a,.
Enfin, la base de données NASA/IPAC (3) identifie la galaxie au nord-est comme étant PGC 70382 (ou NGC 7475 NED02). Mais les coordonnées pour l'autre galaxie (PGC 70383) correspondent à un point situé entre les deux membres de la paire. Les coordonnées de NGC 7475 indiquées par la base de données NASA/IPAC sont basés sur le relevé du VLA. Puisque la taille apparente de PGC 70383 est plus du double de l'autre galaxie, ce point semble correspondre au centre d'inertie du système. Les valeurs des caractéristiques données par cette base de données seraient donc celles du système de galaxies.
Si on arrêtait ici, ce serait juste un peu confus. Mais, pour ajouter à ce pêle-mêle, on peut aussi faire les requêtes NGC 7475 NED01 et NGC 7475 NED02 sur le site en ligne de la base de données NASA/IPAC. Les coordonnées indiquées pour NGC 7475 NED01 correspondent à la galaxie au sud-ouest, soit MCG +03-58-027 qui est la galaxie NGC 7475 selon deux autres sources,. Cependant, les valeurs indiquées sont les mêmes que celles que l'on obtient avec la requête NGC 7475, sauf pour les coordonnées. C'est à y perdre son latin.
Pour la galaxie NGC 7475 NED02 (PGC 70382 ou MCG +03-58-028), Simbad indique un décalage vers le rouge de 0,036 232 ± 0,000 200 ce qui correspond à une vitesse radiale de 10 501 ± 65 km/s. Sa distance de Hubble est égale à 154,88 ± 10,92 Mpc (∼505 millions d'al) et son diamètre est de environ 18,48 kpc (∼60 300 al).